# Спирито, Уго
Уго Спирито (итал. Ugo Spirito, 9 сентября 1896, Ареццо, Тоскана — 28 апреля 1979, Рим) — итальянский философ; сначала был фашистским политическим философом, а затем мыслителем-идеалистом. Он также был академиком и преподавателем университета.

## Ранние годы
Спирито изучал юриспруденцию и философию. Первоначально он был сторонником позитивизма, хотя в 1918 году, во время учёбы в Римском университете Сапиенца, он отказался от своей позиции, чтобы стать последователем актуального идеализма Джованни Джентиле. К 22 годам он был самопровозглашённым фашистом и актуалистом.

## Фашизм
Особый интерес Спирито к фашизму вызывал корпоративизм, и он подробно обсудил эту тему в журнале Nuovi Studi di Diritto, Economica e Politica. Он много писал на свою излюбленную тему «интегрального корпоративизма», системы, в которой собственность будет сосредоточена в руках рабочих, а не акционеров. Эта вера в целостный корпоративизм иногда приравнивалась к приверженности общей собственности. Таким образом, он фактически представлял левое крыло фашизма, поддерживая корпоративизм как средство массовой национализации, и был объектом критики со стороны других фашистов, обвинявших его в большевизме. Экономически левые идеалы Спирито не осуществились в фашистской Италии, и в последние годы фашизма Спирито потерял популярность у Бенито Муссолини. В 1942 году он попытался опубликовать книгу своих теорий под названием «Война за независимость», но Муссолини отказал в разрешении.

## Академическая карьера
Помимо участия в фашистской политике, Спирито занимал должности профессора в Пизанском университете, Мессинском университете, Генуэзском университете и в самом Риме. Первоначально его академическое внимание было занято экономикой и уголовным правом, но позже в своей карьере он стал больше интересоваться философскими вопросами. Что касается публикаций, он был редактором Giornale Critico della Filosofia Italiana и Enciclopedia Italiana, а также содиректором Nuovi Studi di Diritto, Economica e Politica.